# Invitation to Happiness
Invitation to Happiness ist ein amerikanisches Melodrama mit Irene Dunne und Fred MacMurray unter der Regie von Wesley Ruggles aus dem Jahre 1939.

## Handlung
Die wohlhabende Eleanor Wayne verliebt sich in den aufstrebenden Boxer Albert „King“ Cole. Kurz nach der Heirat muss sich Albert bereits intensiv auf den Kampf um die Weltmeisterschaft vorbereiten. Eleanor verzichtet aus Rücksicht auf die Karriere ihres Mannes auf das eigene Familienglück. Sie zieht den gemeinsamen Sohn alleine groß und unterstützt Albert, wo immer sie kann. Die Jahre vergehen und Albert entfremdet sich zunehmend von Frau und Kind. Eleanor verlangt schließlich die Scheidung und das Sorgerecht für den kleinen Sohn Albert Jr. Erst als Albert Senior den langersehnten Titelkampf schließlich verliert, gewinnt er die Liebe der Seinen zurück.

## Hintergrund
Invitation to Happiness gehört zu den am wenigsten bekannten Filmen von Irene Dunne. In der Rolle der Eleanor kehrt sie zurück zu den Rollen, die zu Beginn der 1930er zum Star machten: die lang leidende Ehefrau, die klaglos auf ihre eigenen Interessen und Bedürfnisse zu Gunsten des Mannes verzichtet und jede Form von emotionaler Vernachlässigung mit stoischer Gelassenheit erträgt, nur um am Ende seine Zuneigung zurückzugewinnen. Solche Auftritte hatte ihr den Beinamen eines weiblichen Mahatma Gandhi eingetragen, doch 1939 passte das Image längst nicht mehr zu Irene Dunne. In den letzten Jahren war sie zu einem weiblichen Topstars aufgestiegen und zeigte sich gleichermaßen in Dramen wie Magnificent Obsession, Komödien im Stil von The Awful Truth und Musicals à la Show Boat daheim. Auch Fred MacMurray war im Grunde fehlbesetzt als Great White Hope, zumal der Schauspieler sich einen Namen als Darsteller romantischer Komödien, vorzugsweise an der Seite von Claudette Colbert gemacht hatte.
Wesley Ruggles hatte mit Irene Dunne schon bei Cimarron zusammengearbeitet, für den sie ihre erste Oscarnominierung als beste Darstellerin erhielt.

## Kritiken
Die meisten Kritiker bemängelten die Unlogik des Drehbuchs, das sich zehn Jahre Zeit lässt, ehe der alles entscheidende Titelkampf ansteht. Die dazwischen liegenden Spanne, so die Rezensenten, wäre mit banalen und nichtssagenden Episoden gefüllt.
Die New York Times wies auf die Inhaltsleere von Invitation to Happiness hin:

„Wesley Ruggles demonstriert […] wie einfach es im Grunde ist, die Handlung in Gang zu halten, sie dann sogar noch in die Luft zu werfen und dort an unsichtbaren Drähten solange tanzen zu lassen, wie es ihm gefällt. „Invitation to Happiness“ kann man beim besten Willen keine hölzerne Komödie nennen, denn sie befindet sich eigentlich die gesamte Zeit in einem manischen Zustand der Bewegung. Aber das ist – wie wir jetzt wissen – nur Illusion.“

Variety lobte die Hauptdarstellerin:

„Miss Dunne wechselt nach einem Reigen von Komödien und Farcen in eine dramatische Rolle und macht dabei einen sehr guten Job.“